# Stammen 19

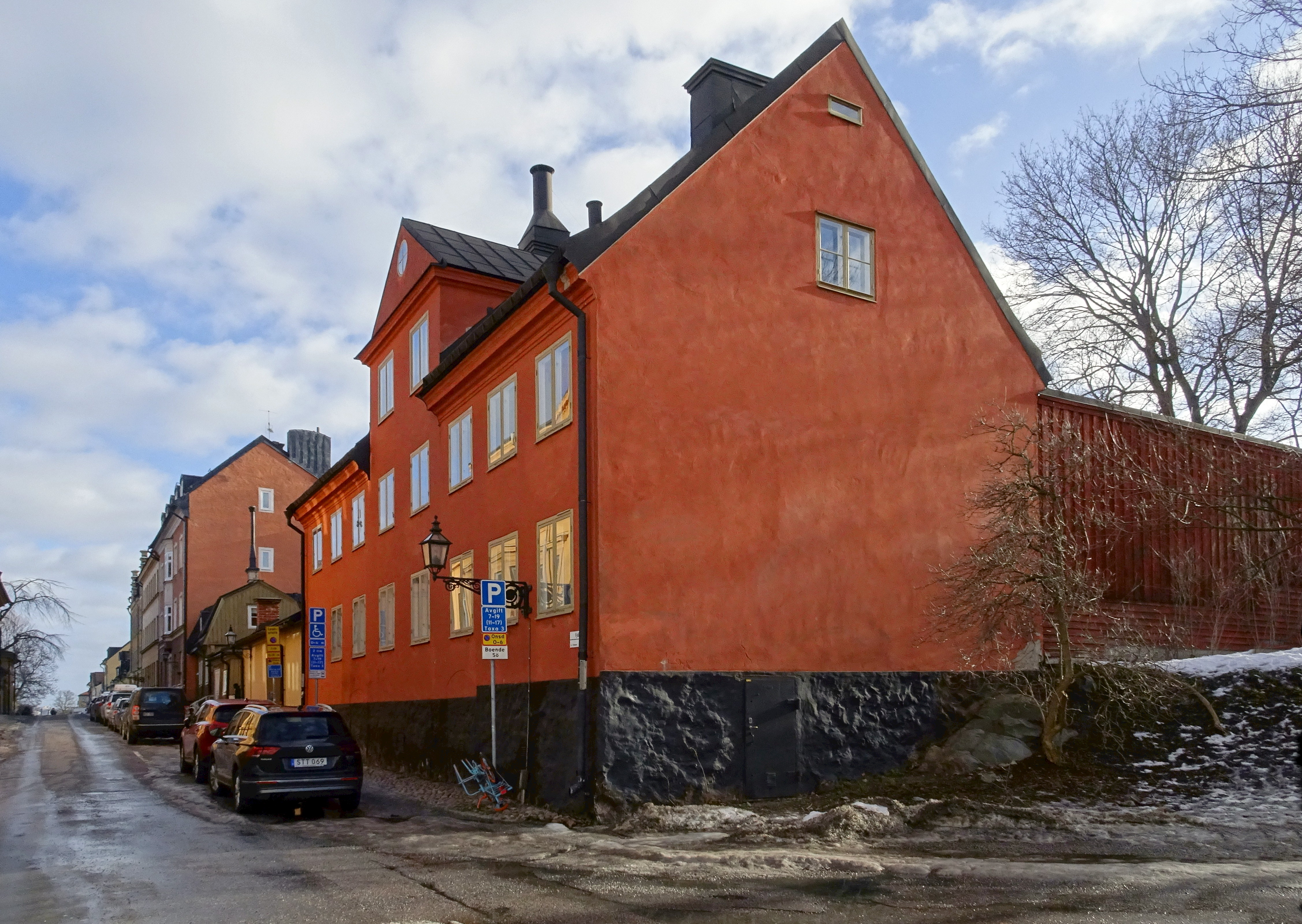
Fjällgatan 16A, vy österut, februari 2019.

Stammen 19 är en fastighet med kulturhistoriskt värdefull bebyggelse vid Fjällgatan 16A–G belägen på nordöstra Södermalm i Stockholm. Fastigheten består av flera trä- och stenhus uppförda mellan tidigt 1700-tal och tidigt 1800-tal. Stammen 19 ägs av AB Stadsholmen och är blåmärkt av Stadsmuseet i Stockholm, vilket innebär "att bebyggelsen bedöms ha synnerligen höga kulturhistoriska värden".

## Kvarteret

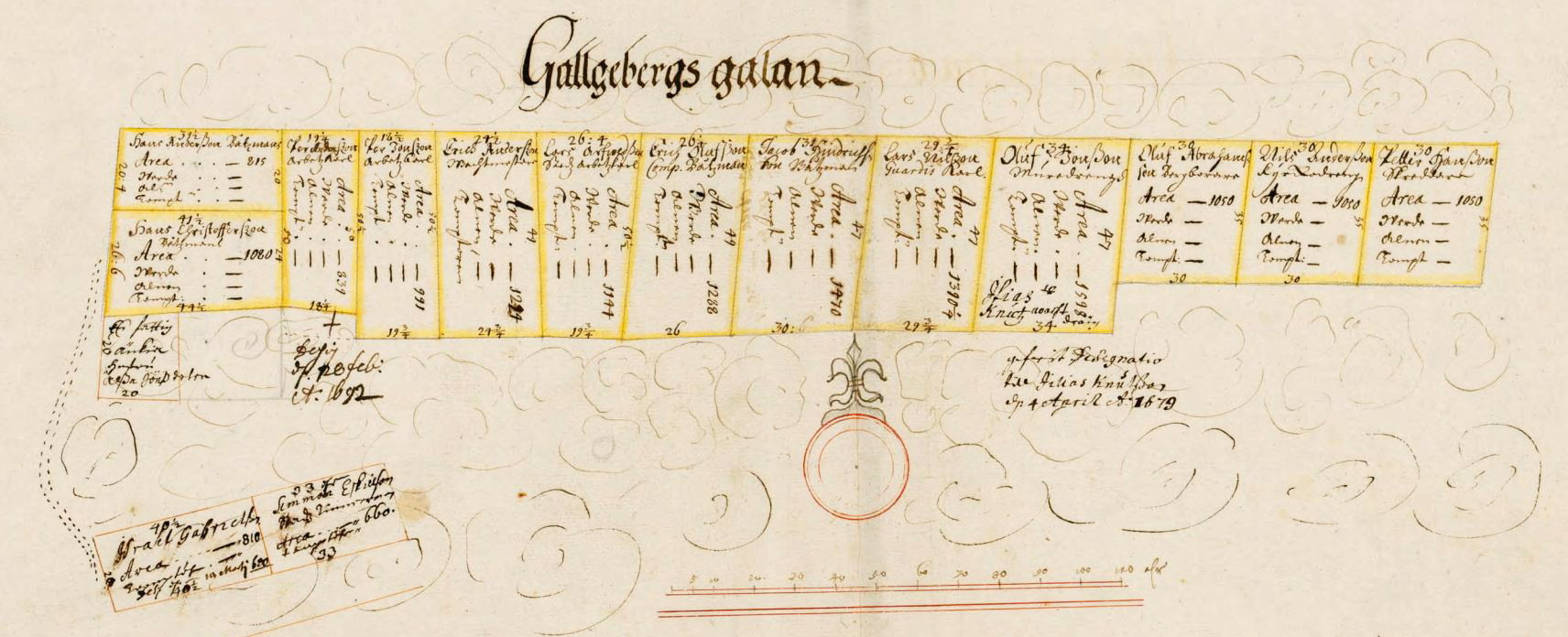
"Quarteret Galgeberget" enligt Holms tomtbok 1674.

Kvarteret Stammen omfattade ursprungligen Fjällgatans södra sida (nuvarande nummer 14–40). Ett tidigare namn var kvarteret Justitia. Här låg Södermalms galgberg, som var Stockholms avrättningsplats under större delen av 1500- och 1600-talen. I Holms tomtbok från 1674 kallas området Quarteret Galgeberget med Gallgebergets gatan i norr som är Fjällgatans äldsta kända namn. Avrättningsplatsen flyttades i slutet av 1600-talet till en backe söder om Skanstull (se Galgbacken, Hammarbyhöjden). Därmed blev trakten kring Stigberget tillgänglig för bostadsbebyggelse. Denna första bebyggelse förintades dock i Katarinabranden 1723.
På 1930-talet namnändrades delen öster om Sista Styverns trappor (från nummer 30 till 40) i kvarteret Kronan. Kvarteret Stammen och Kronan tillhör samma trädgårdsrelaterade kategori som kvarteren Buketten, Rabatten och Roten samt de numera utgångna kvarteren Blomman, Grenen, Kransen och Stjälken. Stammen 19 motsvarar det tidigare Stammen 80 (Justitia 80) som idag utgör Fjällgatans västra början innan Renstiernas gata sprängdes ner i ett djupt dike i enlighet med stadsplanen från 1891.
Tidigare ägare hade i stor utsträckning anknytning till handelssjöfart och var välbeställda. Fastigheten förvärvades av Stockholms stad i två etapper, 1895 och 1915. Samtliga byggnader renoverades och moderniserades i början av 1980-talet efter ritningar av arkitekt Lennart Lindberg med AB Familjebostäder som uppdragsgivare och i samarbete med dåvarande Stockholms stadsmuseum.

## Stenhuset, Fjällgatan 16A

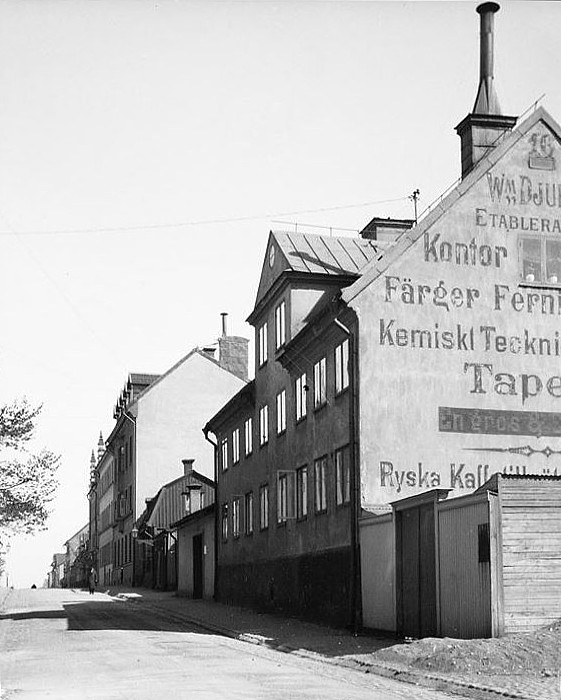
Fjällgatan 16, med Wilhelm Djurlings reklam för färghandeln i huset, 1916.

Det tegelrött putsade stenhuset i två våningar utgör ett markant inslag i Fjällgatans historiska bebyggelse. Det uppfördes på 1700-talets mitt för kofferdikaptenen Nils Stille som 1745 förvärvat fastigheten bestående av tre tomter. Möjligtvis lät han bygga till ett något äldre stenhus. De båda trähusen intill (nuvarande Fjällgatan 16C och 16E) fanns då redan och fick stå kvar. Det tog nästan fem år att färdigställa stenhuset. Av Stilles brandförsäkring från 1750 framgår att huset var två våningar högt, hade med fem rum i bottenvåningen och sex rum på våningen ovanför. Vinden var inredd med fyra rum. Under huset fanns fem välvda källare. Huset blev påkostat med bland annat stenkantade trägolv, bröstpaneler, stucktak och vävspända tak samt dekorerade kakelugnar. Kapten Stille med familj flyttade in på bottenvåningen medan övervåningen hyrdes ut.

## Trähusen, Fjällgatan 16E och C
Trähuset Fjällgatan 16E är det äldsta inom fastigheten och byggdes strax efter Katarinabranden 1723 av timmermannen Carl Andersson vilken förvärvat den avbrända tomten av slaktaren Erik Rådberg. Anderssons hustru "höll sylteri" här, det vill säga hon sålde charkuteriprodukter. Enligt brandförsäkringen bestod det timrade huset av två rum och vind under ett torvtak. Huset var sammanbyggt med stenhuset genom en träbyggnad som innehöll en täckt portgång, vedbodar och en mangelbod (dagens Fjällgatan 16C). I bostadsdelen med ingång från gatan hade Stille och hans andra hustru  Maria Catharina krogen N:o 554.
På 1810-talet byggdes krogen om till salubod för viktualiehandlaren Erik Blåberg. Han ägde samtidigt grannfastigheten vid Stigbergsgatan (dagens Stammen 38). I slutet av 1800-talet förvärvades gården av direktör Wilhelm Djurling som startade en färghandel i huset vilken drevs en bit in på 1900-talet. På ett fotografi från 1916 syns hans reklam på stenhusets västra gavel: WM Djurling Etablerad 1879 Kontor Lager Färger Tapeter.... På 1980-talet inrättades lokalen för ett barndaghem och sedan 1998 ligger här Teater Dur & Moll som drivs av Gen Hedberg och med 30 kvadratmeter och 20 platser är Europas minsta teater.

## Övriga byggnader
Fastigheten förvärvades i slutet av 1790-talet av kofferdikaptenen Cornelius Nanning som flyttade hit med sin holländska fru och dotter. När hustrun avled gifte han om sig med kofferdikaptensdottern Christina Sundmark. Omkring år 1800 lät Nanning utöka fastighetens bebyggelse med ett stenhus inåt gården (dagens Fjällgatan 16F). Byggnaden innehöll i bottenvåningen två bagarstugor, ett vagnshus, några bodar och en kammare med kakelugn. På vinden fanns ytterligare tre bostadsrum med kakelugnar. Nanning lät även modernisera stenhuset vid gatan som fick nya golv, fönster, nya tapeter, ny panel och effektivare kakelugnar. Han utökade trädgården genom köp av grannfastigheterna i söder. Vid västra tomtgränsen uppfördes en uthuslänga av trä som innehöll vedbodar (dagens Fjällgatan 16B). I trädgården fanns även ett lusthus som brann ner och revs i slutet av 1970-talet men återuppbyggdes.

Nutida bilder
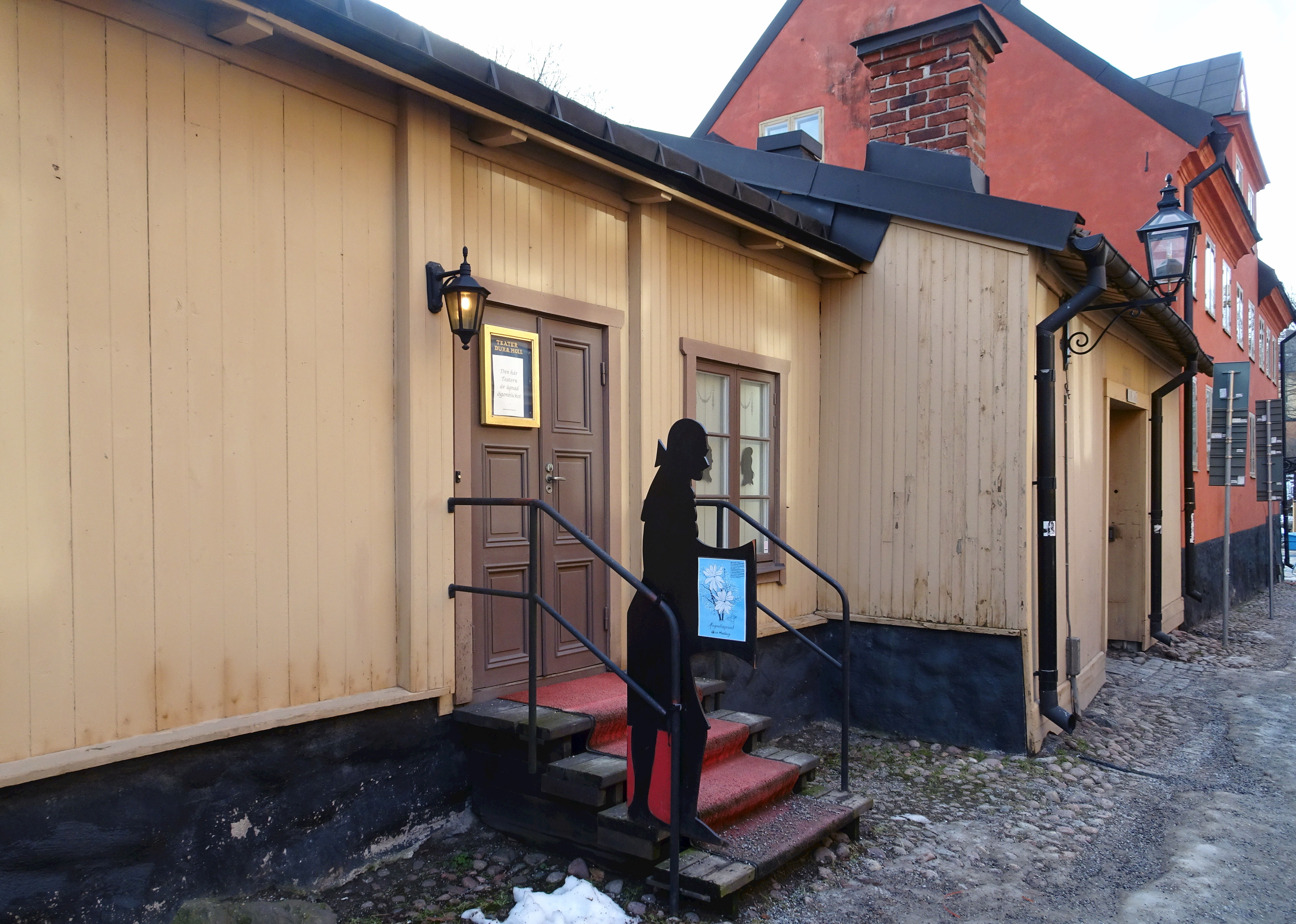
Fjällgatan 16E, Teater Dur & Moll.
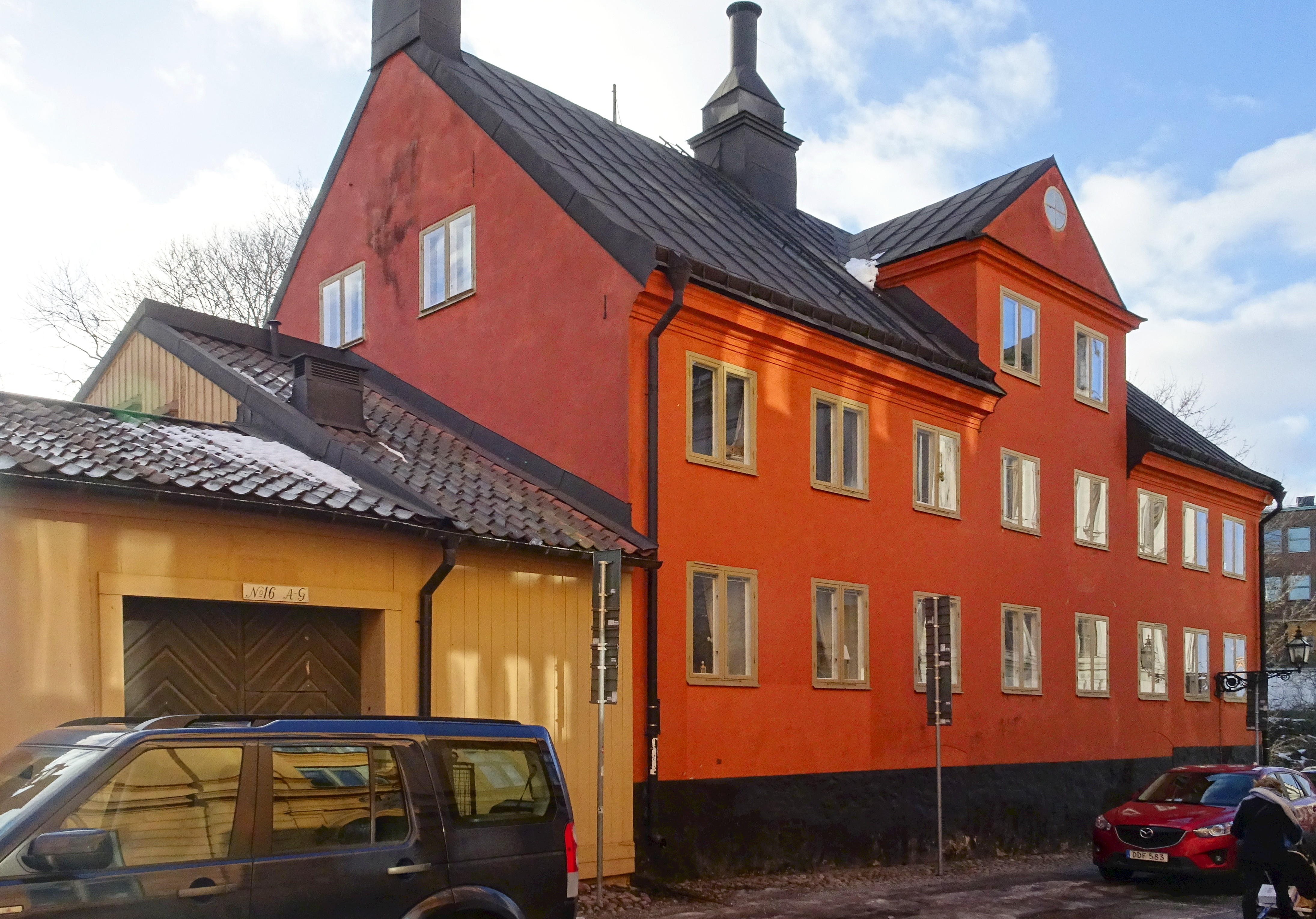
Fjällgatan 16C och A.
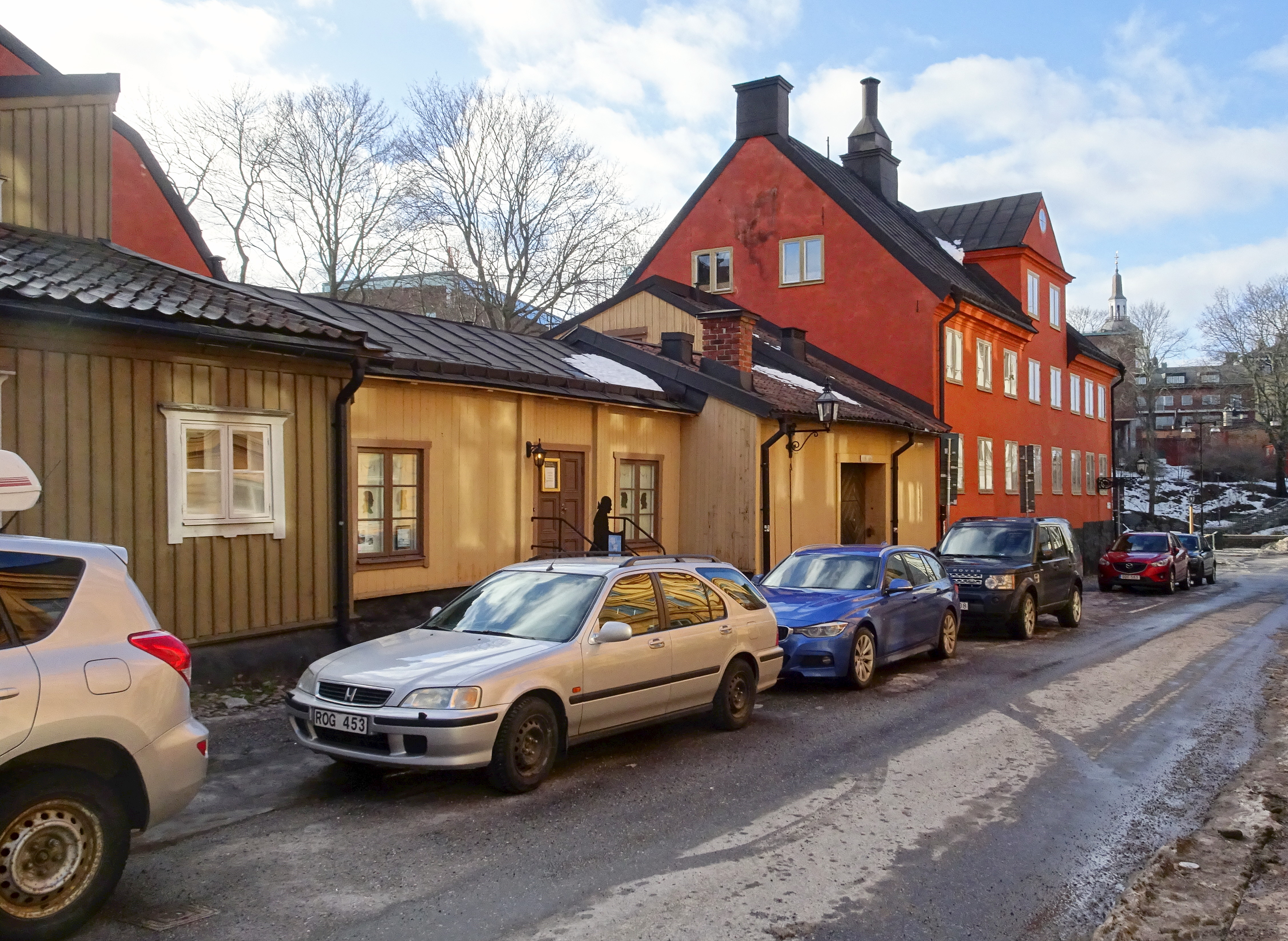
Fjällgatan 18, 16E, C, och A.
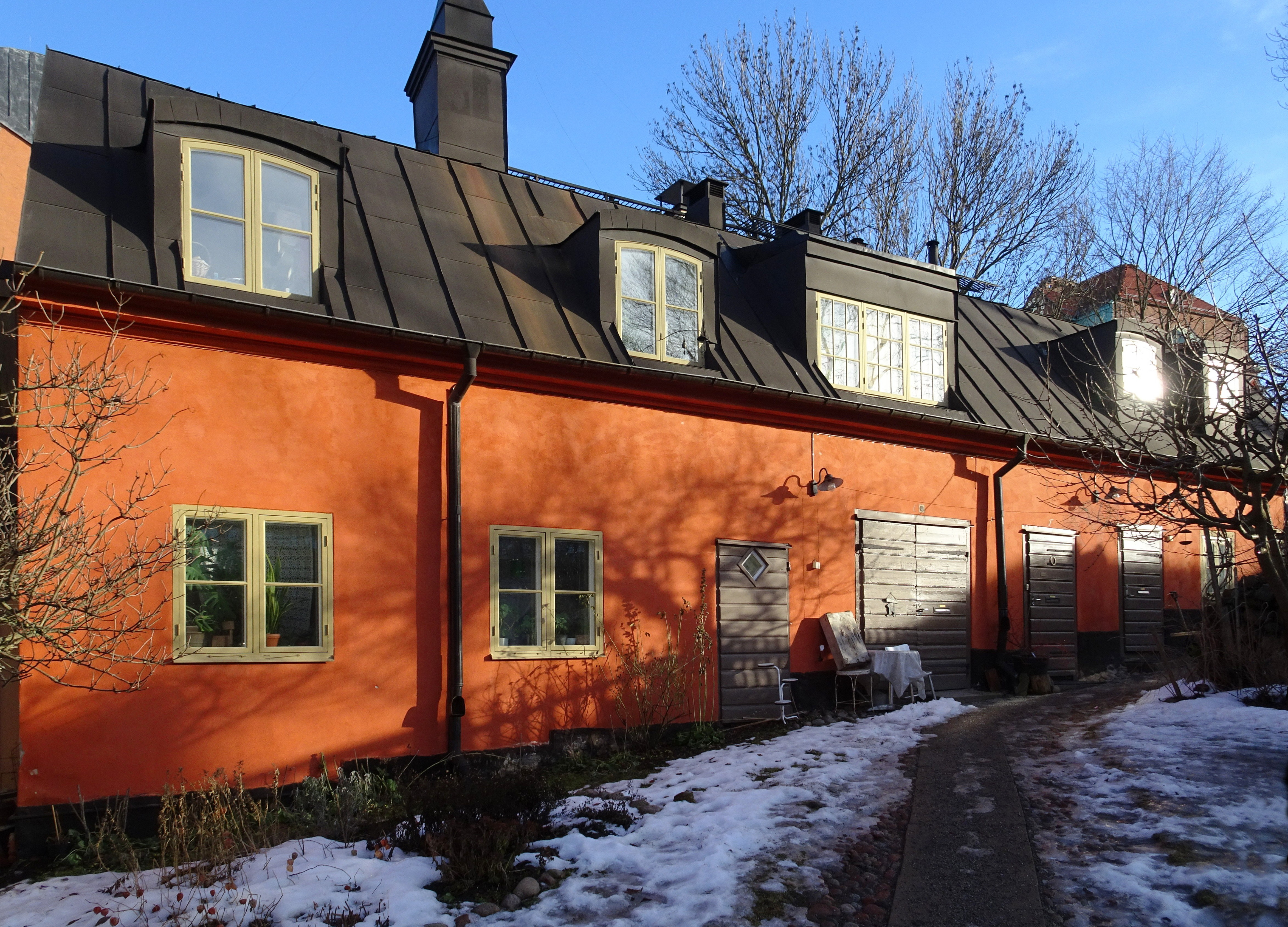
Gårdslängan Fjällgatan 16F.
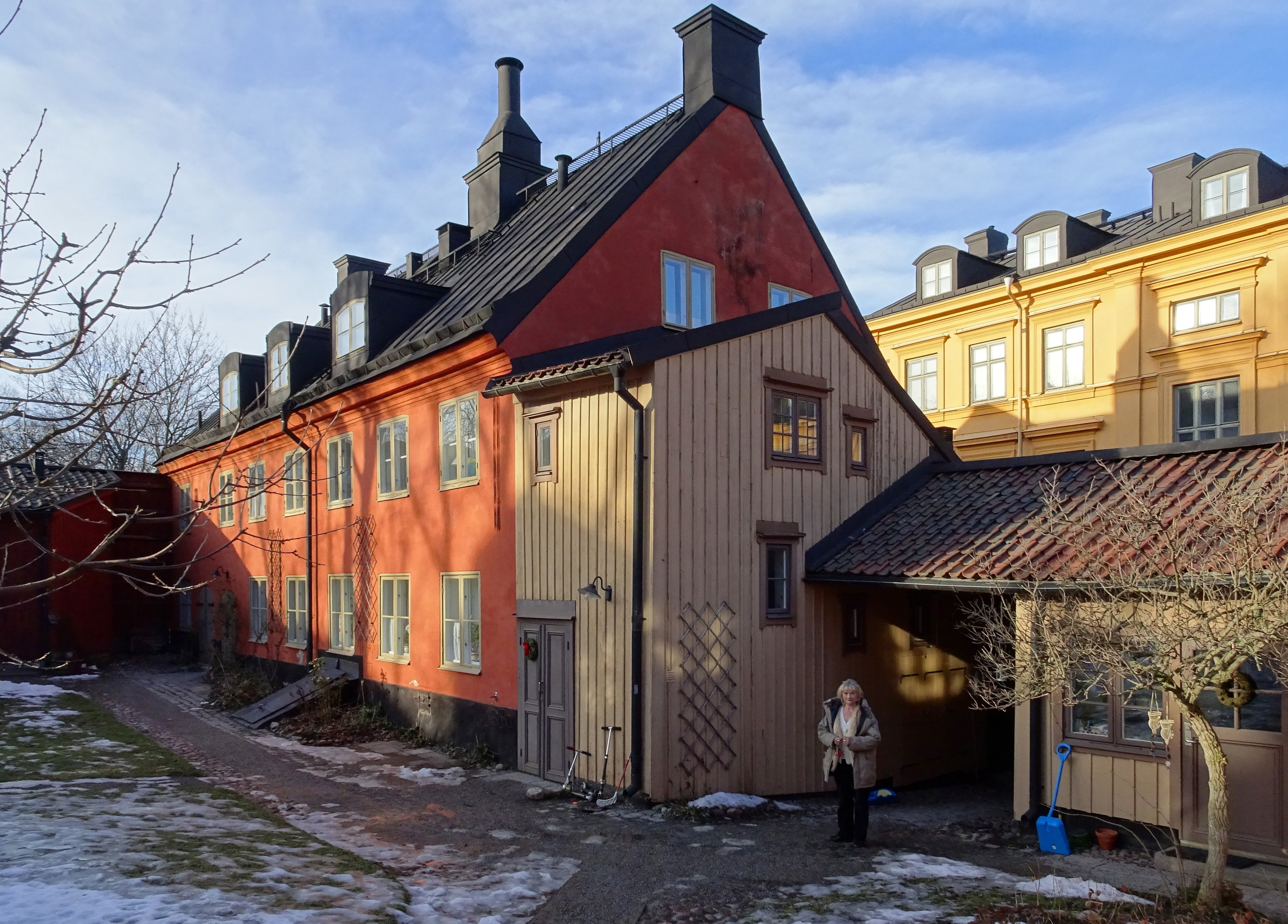
Flällgatan 16C och A från gården.